# Ringwall von Rispebjerg
Der Ringwall von Rispebjerg liegt zwischen Pedersker und Poulsker, auf der dänischen Insel Bornholm etwa einen Kilometer nördlich des Søndre Landevej, wo sich der Bach Ole Å in einer Krümmung in den Schieferhang geschnitten hat, der die Nord- und Westseite der Burg ausmacht die fast senkrecht 15 m zur Au abfällt. Gegen Osten und Süden sind die Reste eines Walls von drei Metern Höhe mit einem kleinen Graben davor erhalten.
Neue Untersuchungen am Ringwall datieren die Anlage in die Zeit zwischen 50 und 300 n. Chr. Darüber hinaus wurde ein vorgelagerter Wall mit Graben und drei Toren entdeckt. Von diesem Wall sieht man fast nur den Snaphøj, den man früher für einen Grabhügel aus der Bronzezeit hielt. Der Graben ist verfüllt, auf Luftaufnahmen aber deutlich zu erkennen. Seit 2008 wird der Wall wieder aufgeschüttet, um einen besseren Eindruck vom Umfang der Anlage geben zu können. Rispebjerg ist die größte eisenzeitliche Burg auf Bornholm.
Archäologische Untersuchungen zwischen Ringwall und Vorwall haben aus einer älteren Nutzungsphase ein nicht genau definierbares Bauwerk aufgedeckt, das aus konzentrischen Halbkreisen besteht die von Pfahlreihen gebildet werden. Einige scheinen Doppelreihen zu sein. Man hat auch Pfostenringe aus 8–10 großen Pfählen gefunden. Die Datierung liegt am Ende der Trichterbecherkultur (TBK) 3.000-2.700 v. Chr. Ansonsten fanden sich kleine flache Steinscheiben mit eingeritztem Dekor.

## Sonnensteine
Der erste "Sonnenstein" (dänisch Solsten oder Solskive); nicht zu verwechseln mit dem Sonnenstein (Wikinger) – wurde 1995 am Rispebjerg gefunden. 2017 wurden an den Vasagårdsanlagen etwa 8,0 km östlich weitere entdeckt. Die kleinen mit Motiven bedeckten Steine sind vor 5000 Jahren von Steinzeitmenschen geschnitzt worden. Die etwa 300 auf der Insel gefundenen Steine und Fragmente haben ihren Namen von ihrer runden Form und den Schnitzereien auf ihrer Oberfläche, die aus dem Zentrum auszustrahlen scheinen. Es gibt auch quadratische Steine, die mit anderen Mustern verziert sind. Einige sind mit Spinnweben dekoriert. Im Laufe der Jahre wurde eine Reihe von Sonnenstein gefunden, die etwa 5,0 cm Durchmesser haben.